# زبابة سمنيتية
زبابة سمنيتية (الاسم العلمي: Sorex samniticus) (بالإنجليزية: Apennine Shrew)‏ هو نوع من الحيوانات يتبع جنس الزبابة من الفصيلة الزبابات.